# Església del Carme de Barcelona
|  | No s'ha de confondre amb Mare de Déu del Carme de l'Eixample. |

L'església del Carme és un conjunt arquitectònic del Raval de Barcelona, catalogat com a bé cultural d'interès local. L'accés principal es troba al carrer del Bisbe Laguarda, mentre que el del centre parroquial es produeix des del carrer de Sant Antoni Abat.

## Història

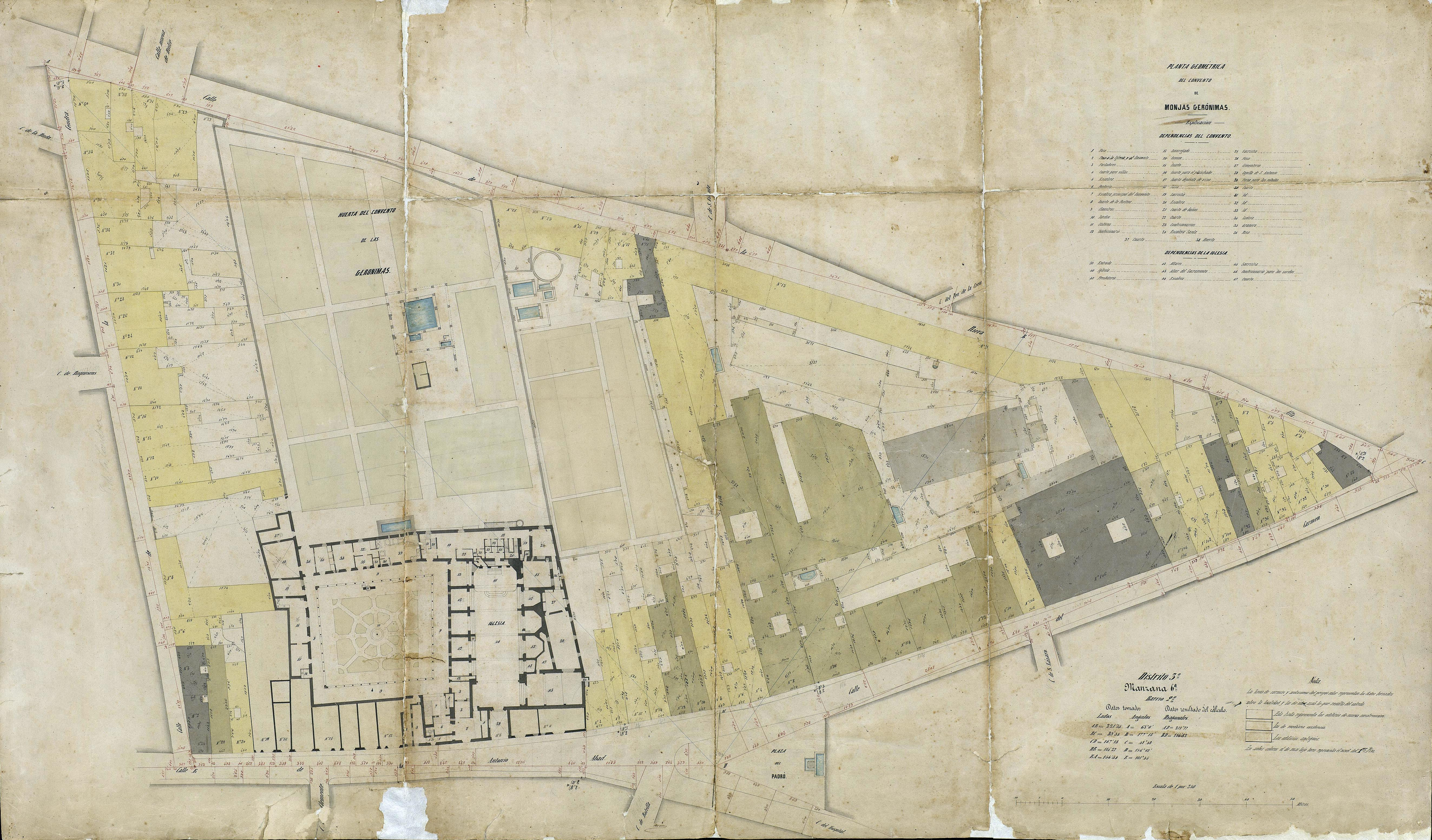
Quarteró núm. 51 de Garriga i Roca (c. 1860)

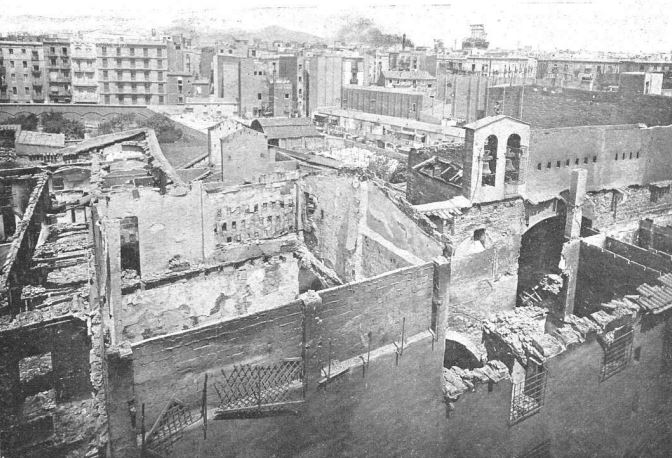
Monestir de Sant Maties després de la Setmana Tràgica

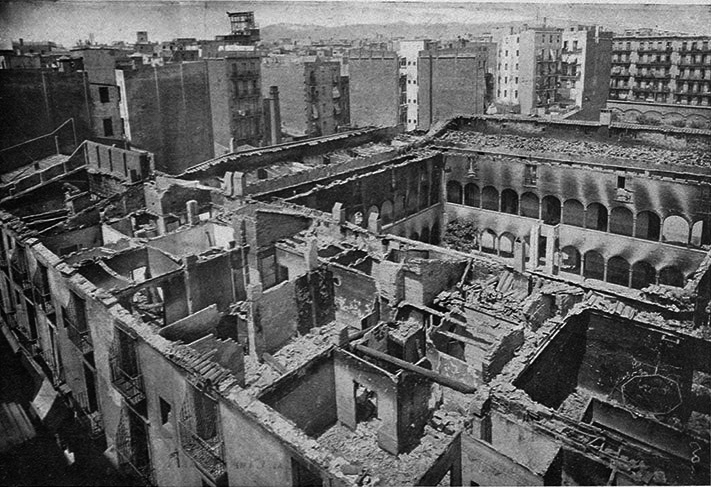
Monestir de Sant Maties després de la Setmana Tràgica

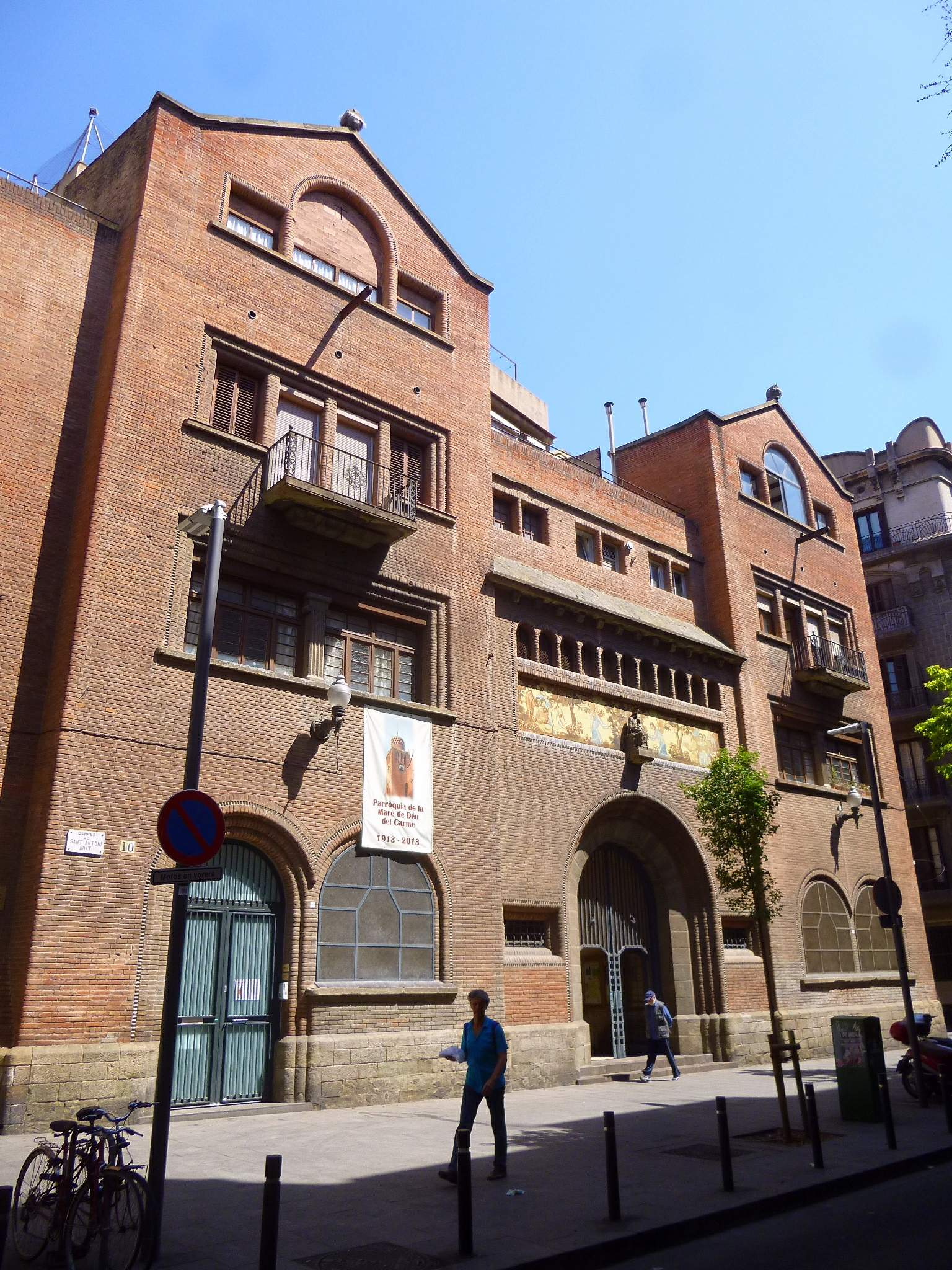
Barcelona_-_Església_de_Nostra_Senyora_del_Carme_(El_Raval)_01.jpg

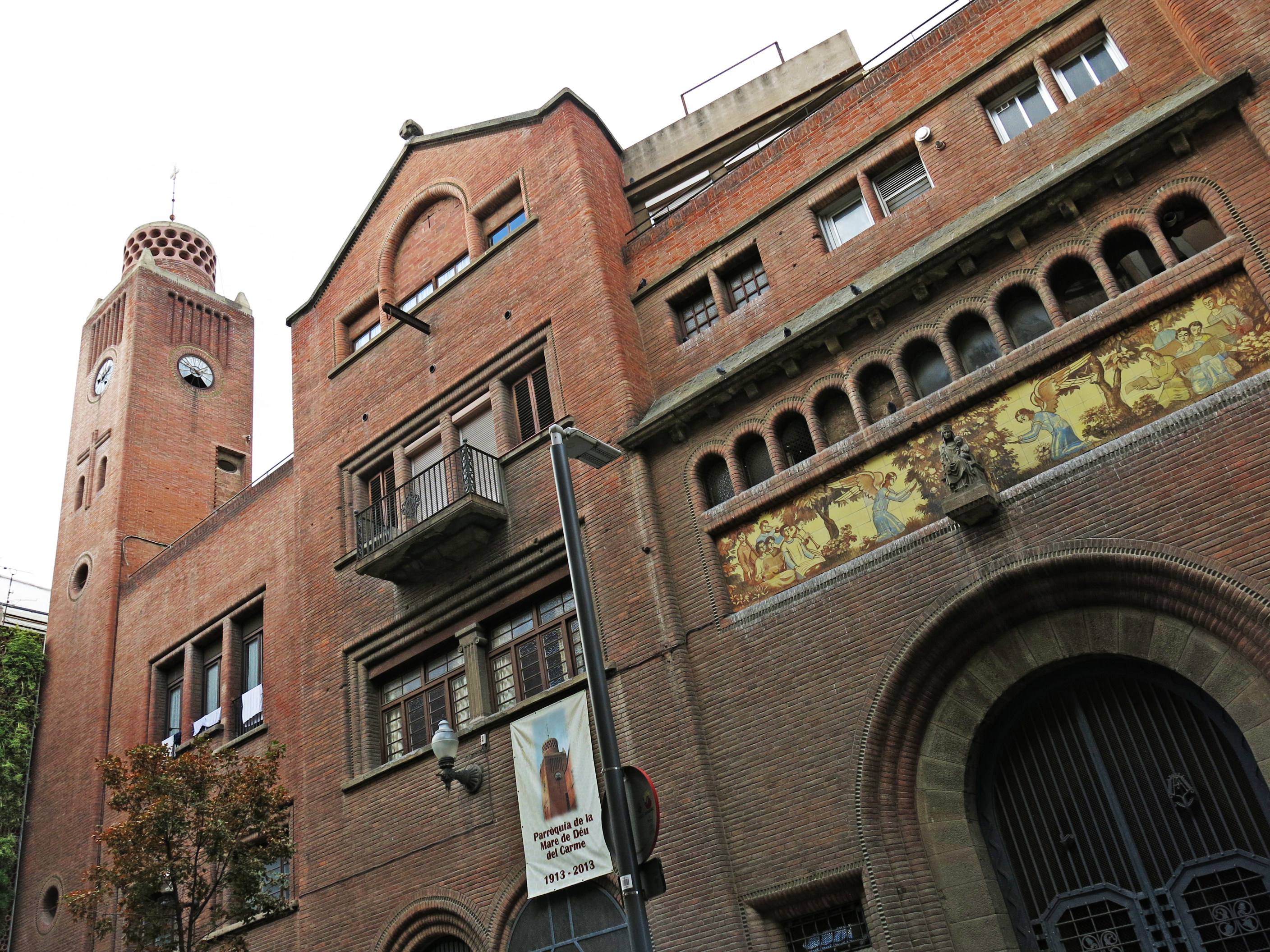
Façana del carrer de Sant Antoni Abat (part superior)

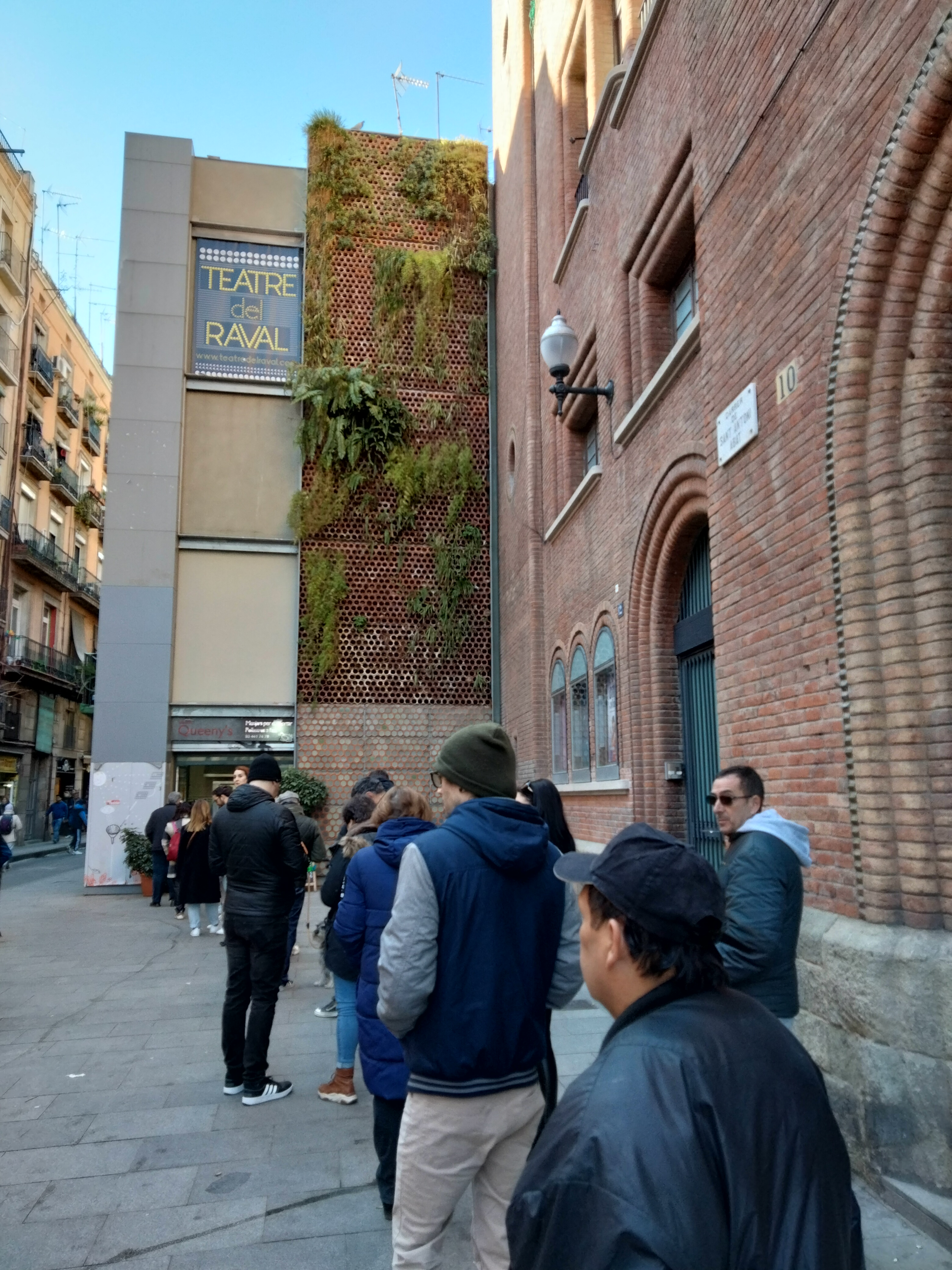
Façana del carrer de Sant Antoni Abat (part inferior), amb el Teatre del Raval al fons

### Hospital i monestir de Sant Maties
El 24 d'octubre del 1256, el canonge i rector de l'església de Santa Eulàlia de Provençana, Pere del Vilar, establí en el seu testament la fundació d'un
hospital, que es diria d'en Vilar o de Sant Maties (Macià), en uns terrenys que havia adquirit en alou a Pere de Ferrer. Com la resta d'hospitals barcelonins, el 1401 es va integrar a l'Hospital de la Santa Creu, i gràcies a un inventari se sap que comptava amb un departament per a homes (amb tres naus i 22 llits) i un altre per a dones (una cambra amb només 6 llits). També hi havia un graner, un refectori (situat al cantó de ponent) i altres estances secundàries.
El 1484, les monges Jerònimes hi van permutar el seu monestir de Santa Margarida a l'hospital de Sant Llàtzer o dels mesells de la plaça del Pedró amb els administradors de l'Hospital de la Santa Creu. Tenia un hort que s'estenia fins al carrer de la Riera Alta, i disposava d'una església gòtica de nau única amb capelles laterals i absis poligonal. Durant el segle xvii s'hi van dur a terme diverses obres de millora, ja que amb el pas del temps algunes dependències amenaçaven ruïna. El 1654 s'hi van traslladar les despulles de Brígida Terrera des de l'antiga casa de Santa Margarida.
Durant el Trienni Liberal (1820-1823), l'església va assumir funcions de parròquia, mentre les monges es refugiaren temporalment a Sant Boi de Llobregat. El 1835 foren exclaustrades, i després de la destrucció de l'església del convent carmelita proper s'hi va establir la nova parròquia de la Mare de Déu del Carme. El 1845, la comunitat va recuperar el monestir, però mantenint les funcions parroquials i l'advocació de l'església.

### Enderrocament i reconstrucció
El juliol del 1909, durant la Setmana Tràgica, el monestir va ser incendiat, quedant molt malmès, i l'any següent, les monges vengueren la major part dels terrenys per 625.000 pessetes a la recentment constituïda societat anònima Compañía General de Coches y Automóviles, que promogué la reurbanització de la zona amb l'obertura del nou carrer del Bisbe Laguarda. De la venda es va segregar una parcel·la de 940 m² destinada a la construcció d'una nova església i casa rectoral. El projecte fou obra de l'arquitecte Josep Maria Pericas amb el programa decoratiu de Darius Vilàs i Fernández, i les obres es van efectuar entre 1911 i 1913.
Entre 1923 i 1924 es va construir el campanar, i aquell mateix any, el bisbe Ramon Guillamet i Coma va adquirir a l'esmentada societat una parcel·la contigua al carrer de Sant Antoni Abat, on el 1926 el mateix arquitecte va projectar una ampliació. Cap a l'any 1935 es construí el centre parroquial, que incloïa un teatre a la italiana (amb platea i amfiteatre) i que avui és la seu del Teatre del Raval.

## Descripció
El conjunt està constituït per l'església, l'estatge dels escolapis i el centre parroquial, tres edificacions intercomunicades i que, tot i pertànyer a fases constructives diferents, segueixen els mateixos cànons projectuals. Els exteriors del conjunt es presenten acabats amb rajol, tant pel que fa la constitució de murs com d'obertures. Tanmateix, alguns detalls arquitectònics i ornamentals es presenten acabats en pedra de Montjuïc i ceràmica vidrada i motllurada. L'edifici queda emmarcat dins del modernisme, per bé que obre les portes al primer racionalisme i, com alguns autors han apuntat, s'inspira de les novetats aportades pel sezessionisme, l'expressionisme alemany i l'escola d'Amsterdam.
La façana de l'església, acabada en maó, trasllueix l'estructura interior: als seus peus s'hi localitza la porta principal, que és l'únic element íntegrament fet de pedra. Consisteix en un arc de mig punt envoltat de llurs arquivoltes i flanquejat de dues escultures angelicals de mida natural sostenint uns encensers. Sobre un arc de maó al sardinell hi reposa un gablet que conté un relleu petri de dos àngels sostenint l'escut de l'orde carmelita, consistent en una muntanya amb tres estels de sis puntes. Aquest gablet té la seva continuïtat a la resta de la façana amb més gablets bombats que contenen les obertures de les capelles laterals de l'església, consistents en finestrelles triangulars bombades ornades amb traceries de ceràmica vidrada motllurada. Per damunt de la façana de les capelles laterals s'alça la façana de les naus de l'església, mediatitzada per la presència de contraforts inclinats que recullen les aigües plubials de la coberta per mitjà de canaleres exteriors de ceràmica vidrada. Entre contrafort i contrafort s'obren alts finestrals amb vitralls i traceries de pedra. La façana queda rematada per gablets amb ulls de bou que s'adapten a la forma de les cobertes de vessants que cobreixen cadascuna de les crugies interiors de l'església. A la capçalera d'aquesta s'hi alça el campanar, una alta construcció rectangular aixamfranada sense obertures, coronat per un cos quadrangular en el que s'hi obren barbacanes i arcs que acullen les campanes, sota una teulada a doble vessant de ceràmica vidrada.
L'església és un edifici de planta basilical, de tres naus amb capelles laterals en quatre trams idèntics i un cinquè de majors dimensions ocupat per la capçalera del temple. La nau central és coberta per voltes corbilínies sostingudes per pilars cilíndrics, mentre que les laterals es presenten subdividides per la presència del forjat de la tribuna que les recorre. Tots els murs, pilars i elements portants de l'itnerior es presenten revestits amb esgrafiats bicolors a base de sanefes contínues entrellaçades. El presbiteri, coronat per un gran arc parabòlic, conté un dosser daurat amb una imatge de la Verge del Carme envoltada amb pintures murals que representen una glòria celestial.
L'estatge dels Escolapis es troba a l'angle de la parcel·la, just als peus de l'església, dotant-la d'una original façana i d'un accés meridional alternatiu. Aquesta construcció usada originàriament com escola presenta una façana simètrica, amb un cos central de tres pisos i dos cossos laterals de quatre pisos. En aquesta façana hi destaca l'ús de finestres horitzontals tipus «Chicago» amb muntants i llindes de maó arrodonit i franges de maó en punta de diamant. Aquest frontis esdevé una varaida mostra de tipologies d'obertures entre les quals destaquen els arcs geminats, les finestres amb mainell, els balcons, les serlianes i la galeria d'arquets. El cos central presenta una escultura de pedra de la Verge del Carme entronitzada davant d'un fris ceràmic policromat que representa dos àngels presentant a la Mare de Déu un grup de nois que toquen instruments (a mà esquerra) i un grup de noies que canten (a mà dreta). L'accés a l'escola es produeix per mitjà d'un gran arc de pedra de mig punt amb llurs arquivoltes de maó arrodonit i tancat per una espessa reixa de forja. Aquesta porta dona pas al vestíbul principal de l'edifici, en el que néixen les escales vers els pisos superiors d'ambdós cossos i que conté, al fons, l'accés a l'església per la seva banda meridional.
El centre parroquial presenta una façana similar a la de l'estatge, per bé que forma part d'una fase constructiva força posterior. També acabada en maó i amb un repertori divers d'obertures, aquesta façana destaca per la presència d'una alta torre que depassa la línia del terrat sobre els tres pisos de l'edifici. Els pisos superiors d'aquesta torre estan ornats amb relleus de maó en forma de creu i de lesenes i mostren rellotges de vidre. Rematant la construcció, hi ha un darrer pis de planta cilíndrica perforat amb ulls de bou. A l'interior d'aquest cos hi destaca la presència d'un teatre amb platea, amfiteatre i tribunes esglaonades que conserva part de la decoració original a base d'austeres motllures daurades.